# 王储号战列舰
王储号战列舰是四艘国王级战列舰的最后一艘舰，曾在第一次世界大战期间服役于德意志帝国海军。该舰于1911年11月进行龙骨架设，1914年2月21日下水，并在战争爆发仅四个月后，于1914年11月8日正式编入公海舰队。它是为向普鲁士王储威廉致敬而命名，并在1918年6月根据其尊称改名为威廉皇储号（Kronprinz Wilhelm）。舰只在五座双联装炮塔中装备有十门305毫米50倍径速射炮，且最高航速为21节。
连同其三艘姊妹舰——国王号、大选帝侯号和藩侯号，王储号在战争期间参与了舰队的大部分军事行动，其中包括1916年5月31日至6月1日爆发的日德兰海战。尽管王储号位处德舰队形的前端，它在战斗中却毫发无损。而在1916年11月5日执行丹麦沿岸的任务期间，却被英国潜艇J1号的鱼雷击中。完成维修后，它又参加了阿尔比恩行动，于1917年10月在波罗的海实施两栖攻击。在行动过程中，王储号与太子号对阵，并迫使后者撤退。
随着德国战败和在1918年11月签署停战协定，王储号与大多数公海舰队的主力被英国皇家海军扣押在斯卡帕湾。在同盟国就《凡尔赛条约》的最终版本进行协商期间，这些舰只被解除武装并仅保留了基干船员。至1919年6月21日，即条约签署前的前一天，海军少将路德维希·冯·罗伊特作为被扣押的舰队指挥官，下令將己方舰队全数凿沉，以确保英国无法强占舰只。但不同于大多数的自沉舰只，王储号从未被捞起拆解，其残骸仍然留存在斯卡帕湾底部。

## 建造及设计

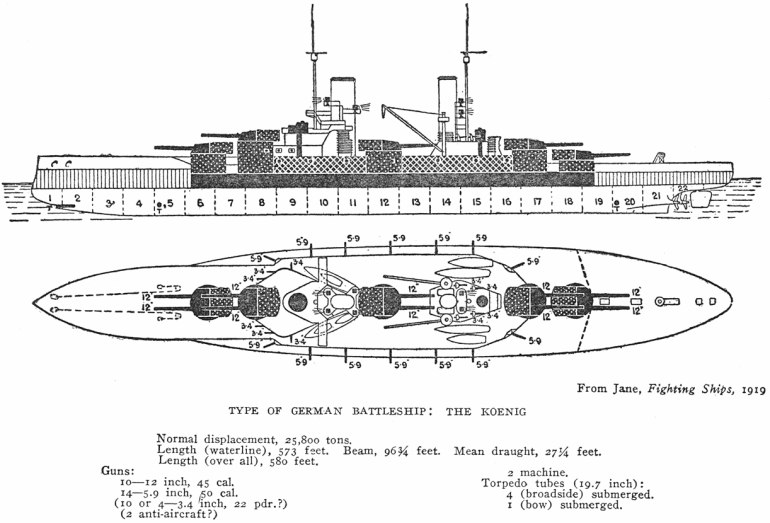
国王级的平面及立面图，来自1919年的《简氏战舰年鉴》

王储号是以“勃兰登堡代舰”（Ersatz Brandenburg）作为临时代号在基尔的日耳曼尼亚船厂建造，生产序列为182号。它是在1912年5月进行龙骨架设，并于1914年2月21日下水。舰只原计划在1915年初竣工，但随着第一次世界大战的爆发而被提前至1914年中期。舾装工作于1914年11月8日完成，并在同一天被编入公海舰队服役。王储号共花费了德意志帝国政府4500万金马克。
王储号的标准排水量为25796吨，而在全作战负载时，最大排水量可达28600吨。其全长为175.4米，有19.5米的舷宽和最大9.19米的吃水深度。它由3套帕森斯蒸汽涡轮机提供动力，每套负责驱动一个螺旋桨轴及输出45,570 shp（33,980 kW）的最大功率，最高速度则为21節（39每小時）。蒸汽由运作在16个水密舱室内的3台燃油及12台燃煤的舒尔茨－桑尼克罗夫特式（Schulz-Thornycroft）细管径三锅筒水管锅炉提供。舰只能够以12節（22每小時）航速度航行最多8,000海里（15,000）。额定船员编制为41名军官和1095名士兵。
王储号在五座双联装炮塔中装备有十门305毫米50倍径速射炮作为主炮：其中舰艏和舰艉各有两座以超射布局的炮塔，另一座则单独布置在两个烟囱之间的舰舯。它的副炮系统则包括十四门150毫米45倍径速射炮、六门88毫米45倍径速射炮以及五门500毫米水下鱼雷发射管——其中一门分布在舰艏，两边舷侧各两门。舰只的主装甲带有350毫米厚。甲板为30毫米厚，主炮塔和前司令塔则装甲有300毫米厚的钢板。

## 服役历史

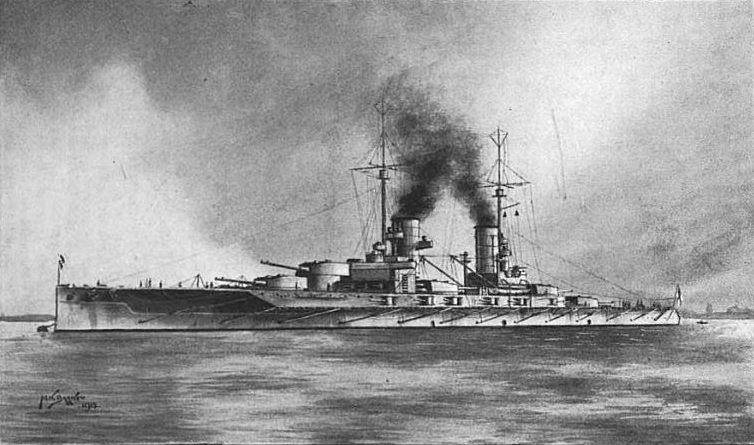
王储号插画

王储号于1914年11月完工，它在入役后即被编入公海舰队的第三战列分舰队服役。王储号的海上公试于1915年1月2日完成。它参与的首次行动是在3月29－30日平淡无奇的发兵泰尔斯海灵岛。三周后，于4月17至18日，它与姊妹舰又负责为由小巡洋舰组成的第二侦察集群在斯瓦特湾埋设水雷提供支援。另一次舰队布雷行动发生于4月22日；紧接着第三分舰队于两日后前往波罗的海参加演习。此次演习一直持续至5月13日才返回北海，期间在5月8日，王储号的中部炮塔的右舷炮曾发生爆炸。第二侦察集群的另一次布雷行动于5月17日进行，并再度由这些战列舰提供支援。
王储号还参加了舰队从1915年5月29日至31日推进至北海的出击，但没有发生实战。9月11日至12日，舰只再为于泰瑟尔附近进行的布雷行动提供支援。另一次舰队出动随后在10月23日至24日发生。其它波澜不惊的行动则随后相继在1916年3月5－7日、3月31日和4月2－3日进行。至4月24日，第一侦察集群的指挥官、海军少将弗朗兹·冯·希佩尔决定利用其麾下的大巡洋舰炮击英格兰海岸，王储号和公海舰队的其余舰只则受命在远处提供支援。欧洲中部时间10:55，侦察集群离开亚德湾，其余部分则随后在13:40出发。尽管大巡洋舰塞德利茨号在前往目标的途中撞上水雷，并不得不撤回，但其它大巡洋舰仍顺利完成了炮击洛斯托夫特的任务。而在接近雅茅斯期间，它们却遇到了哈里奇部队的英方巡洋舰。经过短暂的交火后，哈里奇部队撤退。但英国潜艇在该地区出没的报告却促使第一侦察集群撤退。与此同时，公海舰队的指挥官，海军上将赖因哈德·舍尔也收到了大舰队从斯卡帕湾基地出动的警告，遂率领公海舰队大部撤回至德国的安全水域。

### 日德兰海战

英国（蓝）及德国（红）舰队在1916年5月31－6月1日的调遣图

王储号作为公海舰队的一份子参加了1916年5月31日至6月1日在日德兰半岛爆发的海战。行动再次试图对大舰队的一部分进行牵扯和隔离，并在英国主力舰队可能报复之前将其摧毁。王储号是德舰队形的第四艘舰，位于其姊妹舰国王号、大选帝侯号及藩侯号之后。这四艘舰组成了第三战列分舰队的第五支队，它们是舰队的先锋。同时，第五支队也是3个战列舰部队之首，其正后方是由皇帝级战列舰组成的第六支队。皇帝级身后是第二战列分舰队的黑尔戈兰级和拿骚级；殿后部队则由第一战列分舰队年迈的德国级前无畏舰组成。
在16:00前不久，第一侦察群的战列巡洋舰遇到了由戴维·贝蒂率领的第1战列巡洋分舰队，双方就此开始火炮决斗，其中英国的不倦号在17:00过后、以及玛丽皇后号在不足一个半小时后均被摧毁。与此同时，德国的战列巡洋舰为了将英国舰只引向公海舰队的主力而向南航行。至17时30分，国王号的船员发现己方第一侦察群和敌方第一分舰队接近。德国战列巡洋舰旋即向右转舵航行，而英国舰只则向左转舵。17时45分，舍尔下令向左转舵2点以使其舰只靠近英国战列巡洋舰，一分钟后，即17时46分，他下达了开火的命令。
王储号的三艘姊妹舰分别迎击战列巡洋舰狮号、长公主号和虎号，但王储号却未能移动至足够接近的距离与之交锋。相反，它与另外10艘德国战列舰一同向英国的第2轻巡洋分舰队开火。王储号从17:51至18:00期间在17000米至18600米的射程内攻击都柏林号，然后于18:08在距离17000米的射程内转向快速移动的战列舰马来亚号开火。王储号首先对进入其射程范围内的目标发射半穿甲弹，然后才使用标准的穿甲弹。在马来亚进入射程的13分钟后，王储号的炮手仅汇报有一次命中。据海军历史学家约翰·坎贝尔（John Campbell）认为，这次命中更有可能是“见到马来亚号主炮隔着雾霾和硝烟所发出的光亮”。在此期间，有几组齐射也跌落在王储号附近，却都没有命中它。在18:30，王储号再次到达面向马来亚号的射击阵位，但开火仅持续了6分钟，英舰又迅速驶离。
傍晚19:00后不久，几艘英国驱逐舰试图向德舰队形的前导舰发动鱼雷攻击。其中翁斯洛号在7300米的射程内向王储号发射了两枚鱼雷，但都错失。由于德国小巡洋舰威斯巴登号已被英国战列巡洋舰无敌号的炮弹击至失效，国王号的舰长、海军少将保罗·贝恩克试图调遣他的四艘同级舰对受损的巡洋舰进行保护。与此同时，英国的第3及第4轻巡洋分舰队也开始对德舰队形展开鱼雷攻击，在推进至鱼雷射程范围的同时，它们也利用主炮扼制威斯巴登号。王储号及其姊妹舰对英国巡洋舰猛烈开火，但它们主炮的持续射击也未能击退英国的巡洋舰群。在随后的混战中，英国的装甲巡洋舰防卫号遭到几枚来自德国无畏舰的大口径炮弹击中。一组齐射穿透了该舰的弹药库，并伴随着巨大的爆炸被摧毁。约翰·坎贝尔指出，摧毁防卫号虽然被普遍归功于大巡洋舰吕措号，但也有可能是王储号的射击致其沉没。防卫号被摧毁后，王储号转向勇士号开火；使得这艘装甲巡洋舰受损严重，被迫撤出战斗。然而它却无法返抵母港，延至次日清晨最终沉没。
20:00，德舰队形受命往东转向以摆脱英国舰队。原本位于王储号正前方的藩侯号因发动机问题而掉出编队，然后排在王储号身后。在20:00至20:30之间，王储号连同第三分舰队的其它舰只迎击英国第2轻巡洋分舰队及大舰队的其它战列舰。王储号试图观察英国炮口的闪光以确定射程，但能见度的不断恶化阻碍了其炮兵捕获目标。结果，王储在此期间并未开火。它在几次近距脱靶中剧烈摇摆。在20:18，舍尔第三次下令舰队掉头以躲避英国炮火；这次转向颠倒了舰队的序列，四艘国王级舰只被置于队形的末端。在成功脱困后，舍尔又下令舰队采取夜间巡航编队，然而由于他所在的腓特烈大帝号与前导舰威斯特法伦号之间发生通讯故障，从而造成延误。至23:30，舰队完成编队，王储号成为总共24艘主力舰队形中的第14艘舰。
次日02:45左右，一些英国驱逐舰搭载的鱼雷开始攻击德舰队形的后半部分，王储号在黑暗中发现数艘身份不明的驱逐舰。它并未开火，但和其它战列舰转向离开，以躲避任何可能已经发射的鱼雷。由驱逐舰服从号射出的一枚鱼雷在王储号后方约91米处爆炸，这唤醒了战列舰。服从号和福克纳号均汇报命中王储号，尽管后者在近距脱靶中毫发无损。德国战列舰的猛烈炮火最终迫使英国驱逐舰撤退。公海舰队设法穿通了英国的轻型部队，并在随后于6月1日凌晨4点到达喇叭礁，以及数小时后抵达威廉港。第一分舰队的战列舰负责在外围锚地组成防御阵位，而王储号、皇帝号、皇后号和柳特波德摄政王号则在威廉港的入口外戒备。
在战斗的过程中，大选帝侯号共从其主炮射出144枚穿甲弹及半穿甲弹，但每种弹的具体数量已不可考。该舰在整个交战期间都没有发射150毫米或88毫米副炮。而四艘国王级战列舰中，仅王储号成功避免受损。

### 后续行动
1916年8月19日，王储号参加了一个炮击桑德兰的行动。舍尔上将试图重演原本在5月31日的计划；两艘仍可供使用的德国大巡洋舰毛奇号和冯·德坦恩号将在三艘无畏舰的支持下，炮击桑德兰沿岸的城镇，以引诱和摧毁贝蒂的战列巡洋舰。而舰队的其余部分，包括王储号，则尾随在后并提供掩护。但英国人已事先破译了德国人的计划，并派出大舰队应战。在14时35分，舍尔收到了大舰队迫近的警告，他并不愿意在难分伯仲的日德兰海战后仅11周便又与整个大舰队交战，于是下令全体舰队掉头撤回德国港口。
王储号还参加过两次波澜不惊的舰队行动：一次是一个月前于7月16日航行至黑尔戈兰岛北部；另一次是10月18－20日推进至北海。在此之后，王储号连同第三分舰队的其余部分被直接派往波罗的海进行训练，并一直持续至11月2日。从波罗的海返回后，王储号和第三分舰队又奉命为取回在丹麦沿岸搁浅的两艘U艇提供保护。在回程途中，于1916年11月5日，王储号在喇叭礁附近被英国潜艇J1号施射的鱼雷击中。鱼雷在舰只最前端炮塔的下方爆炸，并使得约250吨水进入舰身。王储号维持其航速并抵达港口。第二日，它被安排在威廉港帝国船厂的旱坞进行维修，并一直持续至12月4日。
回归第三分舰队后，王储号在担当德意志湾的警戒任务前，参加了于波罗的海进行的分舰队训练。在1917年3月5日的训练演习期间，王储号于黑尔戈兰湾意外的遭到其姊妹舰大选帝侯号撞击。碰撞造成轻微水浸，共有600吨水渗入王储号舰身。它再度驶入威廉港的旱坞，从3月6日至5月17日进行维修。9月11日，王储号再从舰队中分离至波罗的海参加训练。然后，它被编入特遣部队参加阿尔比恩行动。

### 阿尔比恩行动
在1917年9月上旬，继德国攻克俄国港口里加后，德国海军决定驱逐仍残留在里加湾的俄国海军力量。为此目的，海军参谋本部的行动计划是夺取波罗的海岛屿萨雷马岛，尤其是夺取瑟尔韦半岛的俄国炮台。9月18日，一次海陆空联合进攻行动受命出发，以占领萨雷马岛及穆胡岛。海军的主要组成部分是由旗舰毛奇号引领的公海舰队第三和第四战列分舰队。其中第三分舰队包括四艘国王级舰只，并在此时加入了新式战列舰巴伐利亚号。第四分舰队则由五艘皇帝级战列舰组成。连同九艘小巡洋舰、三支鱼雷艇区舰队和几十艘水雷艇，整个出战规模约为300艘舰船，并有超过100架飞机和6艘飞艇提供空中支援。共有约24600名官兵参与此次入侵。抗击德国的力量则包括原俄国的前无畏舰光荣号和太子号，装甲巡洋舰巴彦号、马卡罗夫将军号和蒂亚娜号，26艘驱逐舰，以及若干鱼雷艇和炮艇。而萨雷马岛的驻军人数约为14000人。

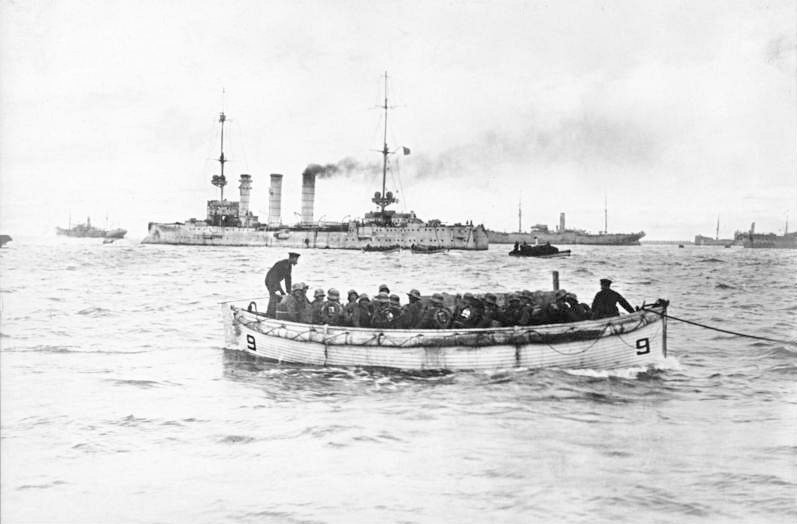
德军在萨马雷岛登陆

行动开始于10月12日，国王号于3:00停泊在萨雷马岛外围的塔加拉赫湾并派遣士兵登陆。5:50，国王号开始轰击俄国的岸基炮台，毛奇号、巴伐利亚号和另外三艘国王级舰只也相继加入。同时，皇帝级战舰只用于攻击瑟尔韦半岛的炮台，目的是稳固穆胡岛和希乌马岛之间的航道，这将封锁俄国舰只在海湾的唯一退路。然而，大选帝侯号和巴伐利亚号却在行动中撞上了敌方水雷，却仍然移动至预定海域的射击阵位；前者的受损程度较轻，但巴伐利亚号则遭到重创，并不得不撤回基尔进行大修。炮击过后，王储号启程前往普茨克湾，并在那里补充燃料。舰只于10月16日穿越伊尔别海峡。
10月16日，德军决定分离部分入侵区舰队以清除穆胡岛的俄国海军力量，当中包括两艘俄国前无畏舰。为此，王储号和国王号，连同巡洋舰斯特拉斯堡号、科尔贝格号以及一些小型舰只，被遣往迎战俄国战列舰。它们是在10月17日清晨抵达，但俄国的深水雷区限制了它们的前行。同时，德国人惊讶的发现，俄国战列舰的305毫米炮要超出己方305毫米炮的射程。俄国舰只设法保持足够长的距离，以防止德国战列舰能够进行还击，同时仍然维持对德国舰只进行有效射击——这使得若干阵位的德国舰只不得不采取机动规避来躲开俄国炮弹。上午10时，扫雷舰已清理了穿越雷区的路径，王储号和国王号冲入湾区。10:15左右，王储号同时向光荣号和巴彦号开火，并双双命中。同时国王号也与光荣号交火。俄国舰只被击中数十次，直至10时30分由俄国海军总司令、海军上将米哈伊尔·巴希雷夫下令撤退。
10月18日，王储号轻微搁浅，但其损伤并未严重到需要撤出维修。至10月20日，岛屿的战斗已接近尾声，穆胡岛、萨雷马岛和希乌马岛均被德国人占据。而在前一天，海军部已下令停止海军行动并且无畏舰应尽快返回公海舰队。26日，王储号在返回基尔的途中遭遇了更严重的搁浅。但它仍设法于11月2日抵达基尔，然后驶回威廉港。维修工作从11月24日至次年1月8日执行。

### 结局
1918年1月27日，德皇指示舰只应根据王储的尊称更名为“威廉皇储号”。它遂于1918年6月15日，暨德皇登基30周年纪念日时正式完成更名。而在《康边停战协定》签署前不久，威廉皇储号及其三艘姊妹舰都成为了1918年10月底的最终舰队行动的一部分。行动的设想是公海舰队将由威廉港基地全体出动寻找大舰队主力决战。为了使德国取得更好的谈判地位，海军上将希佩尔和舍尔意图不惜一切代价重创英国海军。然而，许多厌战的水兵却认为，这次行动将破坏和平进程并会延长战事。在1918年10月29日，舰队受命离开威廉港，并在亚德湾锚地集结，打算于次日清晨出发。从10月29日夜晚开始，图林根号连同其它几艘战列舰，其中包括威廉皇储号的船员发动叛变。这些骚乱最终迫使希佩尔和舍尔取消了行动。当得知这一情况后，德皇威廉二世悲哀的表示：“我已不再拥有海军”。

展示威廉皇储号 (#5)的舰只凿沉图

随着德国在1918年11月投降，公海舰队的大部分舰只将在海军少将路德维希·冯·罗伊特的指挥下，被扣留至斯卡帕湾的英国海军基地。在德国舰队出发之前，海军上将阿道夫·冯·特罗塔对罗伊特明确表示，他不能让同盟国在任何条件下抢占舰只。舰队先与英国的加迪夫号轻巡洋舰会合，再在由370艘英国、美国和法国军舰组成的大规模联队的监督下，开往斯卡帕湾。一旦舰只被扣押，它们的火炮将通过移除其炮栓而停用，其船员也将减少至200名官兵。
在落实《凡尔赛条约》最终条款的谈判过程中，舰队仍然维持拘禁状态。罗伊特推断英国方面将在6月21日，即谈判到期而无法达成协议的情况下会强行抢占德国军舰，却不知该期限已被延长至6月23日。为了防止这种情况，他决定第一时间凿沉己方舰只。6月21日上午，英国舰队离开斯卡帕湾进行训练演习；罗伊特于11:20向全体德国军舰下达了他的命令。威廉皇储号在13:15沉没。守卫的英国士兵在试图阻止德国人凿沉舰只时表现得惊慌失措，他们登上临近的一艘漂网船开枪并射杀了威廉皇储号一个司炉。总体而言，守卫共杀害了9位德国人及射伤12人。其余的船员，共约1860名官兵，则被判处监禁。
不同于大多数被凿沉的其它主力舰，威廉皇储号从未被打捞拆解。它与它的两艘姊妹舰沉没在比其它主力舰更深的水域，这使得任何试图打捞的工作都变得更为困难。在1939年爆发的第二次世界大战使得所有打捞工作停滞，而在战争结束后，打捞较深的残骸被当局确定为不符合经济效益。对于残骸未来打捞行动的权利于1962年被售予英国。三艘战列舰沉没的深度使它们不致受到核武器出现后所释放的辐射影响。因此，威廉皇储号及其姊妹舰成为了存世不多的无辐射钢来源之一。它们偶尔会有钢材被拆除用于科学设备。威廉皇储号和留存于斯卡帕湾底部的其它舰艇残骸如今已成为广受欢迎的潜水地点，并受到禁止潜水者从残骸中重寻物品的政策所保护。

## 引註
1. 1 2 3 4  Gröner，第27頁.
2. ↑  Campbell "Germany 1906–1922"，第36頁.
3. 1 2 3 4 5 6  Staff，第36頁.
4. 1 2 3 4 5 6 7 8 9  Gröner，第28頁.
5. ↑  Gröner，第23-30頁
6. 1 2 3 4  Preston，第80頁.
7. 1 2  Staff，第29頁.
8. ↑  Tarrant，第53頁.
9. ↑  Tarrant，第54頁.
10. ↑  Tarrant，第286頁.
11. ↑  Tarrant，第94–95頁.
12. ↑  Tarrant，第100–101頁.
13. ↑  Tarrant，第110頁.
14. ↑  Campbell Jutland，第54頁.
15. ↑  Campbell Jutland，第99頁.
16. ↑  Campbell Jutland，第100頁.
17. ↑  Campbell Jutland，第104頁.
18. ↑  Campbell Jutland，第116–117頁.
19. ↑  Tarrant，第137頁.
20. ↑  Tarrant，第138頁.
21. ↑  Tarrant，第140頁.
22. ↑  Campbell Jutland，第181頁.
23. ↑  Campbell Jutland，第153頁.
24. ↑  Tarrant，第169頁.
25. ↑  Campbell Jutland，第201頁.
26. ↑  Campbell Jutland，第204–205頁.
27. ↑  Campbell Jutland，第206頁.
28. ↑  Tarrant，第172–174頁.
29. ↑  Campbell Jutland，第275頁.
30. ↑  Campbell Jutland，第298–299頁.
31. ↑  Campbell Jutland，第299頁.
32. ↑  Campbell Jutland，第300–301頁.
33. ↑  Tarrant，第246–247頁.
34. ↑  Campbell Jutland，第320頁.
35. ↑  Campbell Jutland，第348頁.
36. ↑  Campbell Jutland，第349頁.
37. ↑  Campbell Jutland，第359頁.
38. ↑  Campbell Jutland，第352頁.
39. ↑  Massie，第682頁.
40. ↑  Massie，第683頁.
41. ↑  Staff，第36–37頁.
42. 1 2 3 4 5 6 7  Staff，第37頁.
43. ↑  Halpern，第213頁.
44. ↑  Halpern，第214–215頁.
45. 1 2  Halpern，第215頁.
46. ↑  Staff，第31頁.
47. 1 2  Halpern，第218頁.
48. ↑  Halpern，第219頁.
49. ↑  Tarrant，第280–281頁.
50. ↑  Tarrant，第281–282頁.
51. 1 2  Tarrant，第282頁.
52. ↑  Herwig，第252頁.
53. 1 2  Herwig，第256頁.
54. ↑  Herwig，第254–255頁.
55. ↑  Herwig，第255頁.
56. 1 2  Herwig，第257頁.
57. 1 2  Butler，第229頁.
58. ↑  Konstam，第187頁.